# Stockholms fögderi
Stockholms fögderi avsåg den lokala skattemyndighetens verksamhetsområde i nuvarande Stockholms kommun mellan åren 1967 och 1991. Efter detta år omorganiserades skatteväsendet och fögderierna ersattes av en skattemyndighet för varje län - i detta fall den för Stockholms län. År 2004 gick verksamheten upp i det nybildade Skatteverket.
Merparten av Stockholms fögderi har länge varit en del av stadens egna uppbördsväsende, men de delar som under första halvan av 1900-talet kom att inkorporeras tillhörde tidigare mindre fögderier, vilka delvis senare hamnade under Sollentuna, Täby, Danderyds, Solna och Huddinge fögderier.
- Svartlösa och Öknebo fögderi (1720-1839) (Endast Brännkyrka socken)
  - Södertörns fögderi (1840-1913)
- Sollentuna, Vallentuna och Danderyds fögderi (1720-1852) (Spånga och Bromma socknar)
  - Sollentuna, Vallentuna, Färentuna och Danderyds fögderi (1853-1881)
    - Svartsjö fögderi (1882-1945)
      - Spånga fögderi (1946-1948)